# Power Macintosh 9600
A Power Macintosh 9600 számítógépet az Apple gyártotta és forgalmazta 1997. február 17. és 1997. augusztus 5. között. A Power Macintosh 9600 a Power Macintosh számítógép-családba tartozott. A Power Macintosht szokás Power Mac-ként vagy PM-ként említeni szóban és írásban, az Apple hivatalosan az első G4-es Power Macnél használta a Power Mac megnevezést.

## Története
Bemutatásakor a Power Macintosh 9600 három processzor–konfigurációval volt elérhető: 200 MHz-es és 233 MHz-es egy processzoros (PowerPC 604e), illetve a 200 MHz-es dupla processzoros (szintén PowerPC 604e). A gépet 1997 augusztusában frissítették 300 MHz-es vagy 350 MHz-es nagyobb L2-es gyorsítótáras PowerPC 604ev-vel – ezt hirdetésekben „Mach 5“-ként említették. Ezzel egy időben mutatták be a 350 MHz-es Workgroup Server 9650-t. A megrendeléskor kellett dönteni, hogy alkalmazásszerverként, AppleShare szerverként vagy internetes szerverként konfigurálja az Apple előre a gépet.
A 300 MHz-es modellt a Power Macintosh G3 Mini Tower bejelentésekor megszüntették. A PM G3 gyorsabb volt, de bővíthetősége, mely a PM 8600-éval egyezett meg – 8 memória és 3 PCI-foglalat –, rosszabb volt, mint a PM 9600-é. A PM 9600-as háza ugyan azonos volt a PM 8600-éval, de belsőleg eltért, a PM 9500 kialakítását örökölte, 12 memóriahelyet és 6 PCI bővítőkártyahelyet tartalmazott. Elődjéhez hasonlóan a Power Macintosh 9600-ban sem volt beépített videó, ehelyett egy 8 MB-os IXMICRO TwinTurbo 128 bites PCI videokártyával szállították – elhasználva a hat PCI hely egyikét. A PM 9600 az utolsó olyan Macek egyike volt, amelyet alapfelszereltségként SCSI merevlemezzel szállítottak, a későbbi gépek IDE merevlemezt kaptak..
Az Apple négyjegyű modellszámozási rendszerében a Power Macintosh 9600/350 volt a legerősebb Mac. A PM 9600-on az OS X egyetlen verziója sem futott hivatalosan.

## Power Macintosh 9600 verziók
- 1997. február 17. Power Macintosh 9600/200, 9600/200 MP és 9600/233[1][2]
- 1997. augusztus 5. Power Macintosh 9600/300, 9600/350[3]

## A Power Macintosh 9600 technikai leírása
A álló házas (mini torony) gép súlya 15,9 kg, magassága 439 mm, szélessége 246 mm és mélysége 439 mm volt. A számítógépet 200 MHz-es PowerPC 604e processzor vezérelte (L1 cache: 64kB, L2 cache: 512k), a rendszerbusz 50 MHz-en működött. Az adatokat a 4 GB SCSI belső merevlemezre lehetett elmenteni. Külső adattárolási lehetőséget az 1,44 MB kapacitású hajlékonylemez meghajtó és 12x CD-ROM kínált. A gépet System 7.5.5 operációs rendszerrel szállították. A tizenkettő memória helyre az alapkonfigurációban 32 MB (70 ns) memóriát ültettek, maximálisan 1536 MB kezelésére volt képes a gép a gyári specifikáció szerint. A számítógépnek nem volt saját kijelzője. A videó-kimeneten át 1600x1200 képpont felbontású jelet adott ki. A kép megjelenítést 4 MB videó-memória támogatta. A gép két portot – AAUI és 10Base-T – kínált Ethernet csatlakozáshoz és nem volt beépített modeme. A gépnek a következő csatlakozói voltak: egy ADB,  egy DB-25 SCSI-hoz, két Geoport, és egy mikrofon (Plain Talk). A gép bővíthetőségét szolgálta egy LC PDS bővítőhely. Külső SCSI eszköz (merevlemez) csatlakoztatására is volt lehetőség.

## Technikai adatok táblázatban
A táblázat nem tartalmazza az összes műszaki paramétert. Az egyes modelleknél a bemutatáskor érvényes adatokat soroljuk fel, a későbbi frissítéseket nem. Az adatok az Apple adatlapjáról származnak, a hiányzó adatok – egyes gépeknél a kivezetés időpontja, az összes kijelző adat, üzemóra adat... – az Everymac.com oldalról és a Mactracker alkalmazásból valók.
| Gép nevebemutatva kivezetveoperációs rendszer    | Méretmagasság szélesség mélység súly            | Processzorprocesszor @órajel L1 és L2 cacherendszerbusz | Memóriaalap max. @sebességhely, típus                  | Háttértármerevlemezkülső adathordozó | Kijelzőmérete felbontása (képpont)             | Grafikavideókártyamemória (max.) VRAM típus | Csatlakozók, bővíthetőségEthernetmodembelső bővítőhelyegyéb |
| ------------------------------------------------ | ----------------------------------------------- | ------------------------------------------------------- | ------------------------------------------------------ | ------------------------------------ | ---------------------------------------------- | ------------------------------------------- | ----------------------------------------------------------- |
| PM 96001997. febr. 17. 1997. aug. 5.System 7.5.5 | 439x246x439 mm 15,9 kg álló házas (mini torony) | PowerPC 604e @200 MHz L1: 64kB L2:512kBusz: @50 MHz     | 32 MB max: 1536 MB @70 nstizenkettő hely, 168-pin DIMM | 4 GB (SCSI)12x CD-ROM                | nincs kijelző.Videókimenet: 1600x1200 képpont. | Twin Turbo 120 M4A4 MB / 4 MB EDO SGRAM     | Ethernet: AAUI és 10Base-T–hat PCI                          |

## Power Macintosh számítógépek az időben
| A Power Macintosh számítógépek idővonalon |
| --- |
| |
| A színek kezdete a bemutató időpontja, a forgalmazás több esetben is hónapokkal később kezdődött. Megeshet, hogy egy csík végét kitakarja egy másik csík eleje. Előfordul, hogy a gyártás befejezését követően még egy ideig forgalomban marad a gép adott verziója. A 6100/66 géppel kezdődő sorok az asztali, fekvő Power Macintoshok, a 8100/80 géppel kezdődő sorok az álló Power Macintosok, a kis álló házat szürke csík jelöli. Az 5200/75 LC géppel kezdődő sorok a kijelzővel egybeépített Power Macintoshok. Az Apple adatlapokon nem szereplő adatok forrása az EveryMac. |

## Fordítás
Ez a szócikk részben vagy egészben  a   Power Macintosh 9600 című angol Wikipédia-szócikk ezen változatának fordításán alapul.  Az eredeti cikk szerkesztőit annak laptörténete sorolja fel. Ez a jelzés csupán a megfogalmazás eredetét és a szerzői jogokat jelzi, nem szolgál a cikkben szereplő információk forrásmegjelöléseként.